# Sozial.Geschichte Online
Sozial.Geschichte Online ist seit dem Herbst 2009 eine geschichts- und sozialwissenschaftliche Zeitschrift mit dem Untertitel Zeitschrift für historische Analyse des 20. und 21. Jahrhunderts. Sie erscheint zwei- bis dreimal jährlich im Open-Access-Format auf der Publikationsplattform DuEPublico der Universität Duisburg-Essen. Die etwa 200 bis 250 Seiten umfassenden Ausgaben sind als PDF kostenlos zugänglich.

## Geschichte
Sozial.Geschichte Online ist ein Nachfolgeperiodikum der im Peter Lang Verlag erschienenen Sozial.Geschichte. Zeitschrift für historische Analyse des 20. und 21. Jahrhunderts (2003–2007), die zuvor unter dem Namen 1999. Zeitschrift für Sozialgeschichte des 20. und 21. Jahrhunderts (1986–2002; ISSN 0930-9977) erschienen ist.
Von 1986 bis 2014 wurde die Zeitschrift durch die Stiftung für Sozialgeschichte des 20. Jahrhunderts in Bremen herausgegeben. Im Januar 2015 übernahm – nach einer vorangegangenen Erweiterung der Redaktion – der neugegründete Verein für Sozialgeschichte des 20. und 21. Jahrhunderts die Herausgeberschaft.
Das Profil der Sozial.Geschichte wurde maßgeblich geprägt durch Karl Heinz Roth und Angelika Ebbinghaus. Beide haben – unter anderem durch ihre Mitarbeit bei der Zeitschrift Autonomie.Materialien gegen die Fabrikgesellschaft (1975–1985) und mit der Publikation Die „andere“ Arbeiterbewegung (1974) – zur breiteren Rezeption des Operaismus und sozialhistorischer Ansätze der Neuen Linken in der Bundesrepublik beigetragen. Ähnlich wie etwa E. P. Thompson und Eric Hobsbawm in Großbritannien sind sie weniger an einer Geschichte parteipolitischer und gewerkschaftlicher Arbeiterorganisationen interessiert, denn an einer Analyse der Organisierungsprozesse der Arbeiterbewegung sowie anderer sozialer Bewegungen. Früh bereits nahm die Zeitschrift methodologische Ansätze einer Global Labour History auf, wie sie etwa das Internationale Institut für Sozialgeschichte in Amsterdam und Marcel van der Linden vertreten, der über die Stiftung für Sozialgeschichte des 20. Jahrhunderts ebenfalls eng mit der Zeitschrift verbunden ist (siehe Sonderheft 9/2012 zu Marcel van der Linden).
Thematisch beschäftigt sich die Zeitschrift vor allem mit:
- der Geschichte und Nachgeschichte des Nationalsozialismus und der diesbezüglichen Erinnerungs- und Gedenkpolitik
- der Geschichte der Arbeit, der Arbeitsverhältnisse und Arbeitskämpfe, mit Konflikten um Stadtentwicklung
- Weltwirtschaftskrise(n) und den damit einhergehenden Sozialbewegungen und Krisenprotesten
- Migration und migrantischen Kämpfen
- Feminismus und feministischen Bewegungen weltweit
- Arbeitsverhältnissen in der VR China
- Recht-auf-Stadt-Bewegung[5]
- der Geschichte der (langen) 1968er Jahre, linken und neuen sozialen Bewegungen
- Marxismus und Anarchismus.

Im Vordergrund steht dabei eine globale Sicht auf historische und aktuelle Themen und Debatten. So dokumentierte Sozial.Geschichte Online etwa ausführlich die Entwicklungen und Proteste im Rahmen der Wirtschaftskrise 2008/9 und die Ereignisse der sog. Arabellion.
Die Zeitschrift berücksichtigt auch außerakademische sozialgeschichtliche Forschungs- und Theoriearbeiten. Sie richtet sich sowohl an ein Fachpublikum als auch an historisch interessierte Leser.
Die einzelnen Hefte gliedern sich in einen Forschungs- und Diskussionsteil, sowie die Rubrik Zeitgeschehen, die auf gegenwärtige Auseinandersetzungen und Themen Bezug nimmt. Der Rezensionsteil zeichnet sich durch ausführliche Buchbesprechungen aus den oben genannten und weiteren Themenfeldern aus. Die Artikel erscheinen in deutscher oder englischer Sprache.
Die Redaktion besteht seit 2015 aus einer zwölfköpfigen Gruppe von Wissenschaftlern. 2021 gehören der Redaktion Freia Anders, Jens Beckmann, Peter Birke, Thomas Funk, Sarah Graber Majchzark, Max Henniger, Norbert Meder, Christiane Mende, Gottfried Oy, Hartmut Rübner, Lars Stubbe, Rhena Stürmer und Johanna Wolf an.